# Krassimir Balakov
Krassimir Guentjev Balakov (på bulgarsk: Красимир Балъков) (født 29. marts 1966 i Veliko Tarnovo, Bulgarien) er en tidligere bulgarsk fodboldspiller og nuværende træner, der spillede som midtbanespiller hos flere europæiske klubber, samt for Bulgariens landshold. Af hans klubber kan blandt andet nævnes portugisiske Sporting Lissabon samt VfB Stuttgart i Tyskland. Han regnes som et af sit lands bedste fodboldspillere nogensinde, kun overgået af legenden Hristo Stoichkov

## Landshold
Balakov spillede i årene mellem 1988 og 2003 hele 92 kampe for Bulgariens landshold, hvori han scorede 16 mål. Han deltog blandt andet ved både VM i 1994 og VM i 1998, hvor han i førstnævnte var med til at føre holdet frem til en imponerende fjerdeplads, efter bl.a. at have slået de forsvarende verdensmestre fra Tyskland ud af turneringen. Desuden var han en del af landets trup til EM i 1996.